# Ван Бастен, Марко
Ма́рсел ван Ба́стен (нидерл. Marcel van Basten; род. 31 октября 1964, Утрехт, Нидерланды), более известный как Ма́рко ван Ба́стен (нидерл. Marco van Bastenо файле, МФА: [ˈmɑrkoː vɑm'bɑstə(n)]) — нидерландский футболист и футбольный тренер. Трёхкратный обладатель «Золотого мяча». В настоящее время является техническим директором ФИФА.

## Игровая карьера

### Ранние годы
Марко ван Бастен родился 31 октября 1964 года в городе Утрехт. Отец Марко, Йоп, был известным в 50-е годы футболистом, выступал за клубы ДОС и ХВК, после ухода из спорта работал в транспортной компании. Мать, Лени ван дер Борг, в прошлом была гимнасткой. Марко стал третьим ребёнком в семье, старший брат Стенли на шесть лет старше Марко, а сестра Карла старше на восемь лет. В возрасте семи лет Марко начал заниматься футболом в местной команде ЭДО, также занимался настольным теннисом, прыжками в воду и игрой на фортепиано. Спустя ровно год занятия футболом он перешёл в юношескую команду клуба УВВ, который также базировался в Утрехте. Проведя десять лет в УВВ, Марко в 1981 году перешёл в другой утрехтский клуб УСВ.
В 13 лет Марко был замечен тренером юношеской команды роттердамского «Фейеноорда» Лео Бенхаккером, который предложил отцу Марко, чтобы его сын перешёл в стан «Фейеноорда». Но отец ван Бастена отверг это предложение, сославшись на то, что его сын ещё слишком молод и ему рано переезжать в другой город. Когда Марко было 14 лет, врач запретил ему играть в футбол, сказав: «Если ты не хочешь к двадцати годам оказаться в инвалидной коляске, ты должен бросить футбол. Если ты всё же не можешь жить без футбола, играй не чаще одного раза в неделю. О том, чтобы стать профессиональным игроком, забудь». Но отец Марко сказал своему сыну, чтобы он забыл этот разговор с врачом.

### «Аякс»
В 1981 году ван Бастен перешёл в амстердамский «Аякс». Дебют Марко в основном составе «евреев» состоялся 3 апреля 1982 года. В тот день на амстердамском стадионе «Де Мер» в матче против клуба НЕК ван Бастен вышел на замену на 46-й минуте вместо легендарного 35-летнего нападающего Йохана Кройфа. Семнадцатилетний Марко сразу же отличился одним забитым мячом, матч же завершился крупной победой «Аякса» со счётом 5:0. Этот матч стал единственным для ван Бастена в основном составе «Аякса» в чемпионате Нидерландов сезона 1981/1982. Первым тренером Марко на профессиональном уровне стал немец Курт Линдер, но 30 июня 1982 года Линдер покинул пост главного тренера, сменщиком Линдера стал нидерландский тренер Ад де Мос, который до этого работал тренером юношеской команды «Аякса».
В своём втором сезоне за «Аякс» Марко забил 9 мячей в 20 матчах чемпионата Нидерландов сезона 1982/1983, по итогам которого «Аякс» стал чемпионом страны, а также завоевал Кубок Нидерландов.

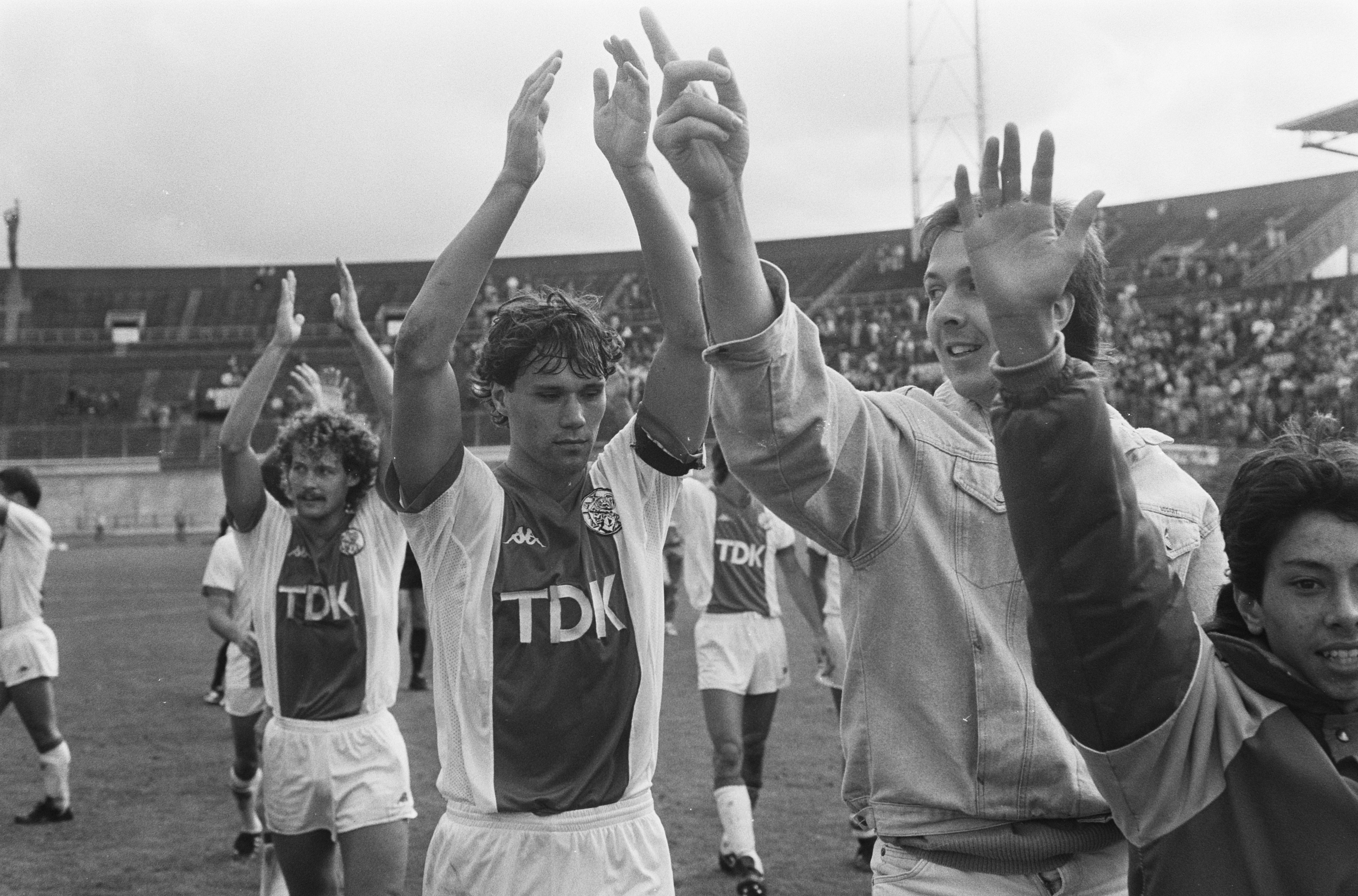
Ван Бастен в составе «Аякса», 1986 год

В 1983 году Кройф переходит в «Фейеноорд». Это позволило ван Бастену впервые стать лучшим бомбардиром чемпионата Нидерландов с 26 голами в 34 матчах. В этом сезоне бенефис Марко состоялся в матче «Аякс» — «Фейеноорд». В этом матче амстердамцы выиграли со счётом 8:2, а ван Бастен оформил хет-трик.
В трёх дальнейших сезонах ван Бастен опять становился лучшим бомбардиром голландского первенства и 1986 году с 37 голами выигрывает «Золотую бутсу» (приз лучшему бомбардиру Европы). В сезоне 1986/1987 ван Бастен вместе с «Аяксом», которым уже руководил Кройф, выигрывает Кубок страны и второй по значимости европейский трофей — Кубок обладателей кубков. Позже ван Бастен заявил о своём намерении перейти в итальянский «Милан». В ночь с 19 на 20 ноября 1986 года в амстердамском отеле «Амстел», после ужина с президентом «Милана» Сильвио Берлускони, Марко, вместе со своим партнёром по сборной Руудом Гуллитом, дал своё согласие на переход в итальянский клуб.
На кассете ван Бастена было записано 36 его голов. Но уже после четырнадцатого я понял, что Марко необходимо купить, пока его у нас не перехватили.
— Сильвио Берлускони
30 июня 1987 года контракт ван Бастена с «Аяксом» истёк и Берлускони за 1 миллион долларов выкупил его.

### «Милан»

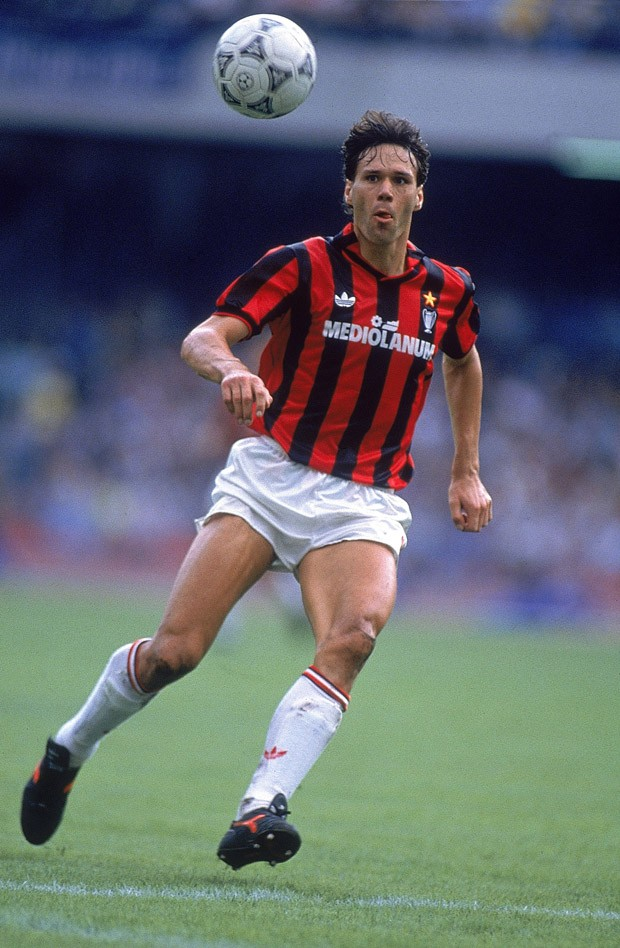
Ван Бастен в 1991 году

В первом сезоне в чемпионате Италии Марко провёл 11 матчей и забил всего 2 мяча. Но первый из них — в ворота «Эмполи», что позволило «Милану» в борьбе на чемпионство догнать «Наполи» с Диего Марадоной в составе, а второй — в ворота самого «Наполи», что принесло «Милану» чемпионский титул. В сезонах 1989/90 и 1991/92 стал лучшим бомбардиром чемпионата Италии с 19 и 25 голами. А в 1988 году впервые выиграл свой главный индивидуальный трофей — «Золотой мяч» (на награждении отметил, что более достоин этого приза был бы Рональд Куман). В следующем году, когда ван Бастен снова выиграл «Золотой мяч», он заявил, что Франко Барези более достоин этого трофея. В 1992 году опять заявил, что отдал бы свой третий «Ballon d’Or» Христо Стоичкову. В декабре того же года продлил контракт с «Миланом» на 2,5 года.
Первый «Золотой мяч» ван Бастен подарил своему отцу, второй — оставил дома в Милане, третий — подарил президенту «Милана» Сильвио Берлускони. Всего за время своей карьеры в Италии Марко выиграл 14 командных трофеев и 13 индивидуальных призов.
Свой последний матч ван Бастен сыграл 26 мая 1993 года в финале Лиги чемпионов на Олимпийском стадионе в Мюнхене в присутствии 60 000 зрителей. В том матче «Милан» играл с «Марселем» и проиграл со счётом 0:1. Сам игрок на 86-й минуте был вынужден покинуть поле из-за травмы лодыжки, которую нанёс автор единственного гола в том матче Базиль Боли.
Контракт ван Бастена с «Миланом» истёк 30 июня 1995 года, но клуб ещё более месяца продолжал платить голландцу зарплату. Некоторые болельщики надеялись, что игрок всё же останется в «Милане», но 17 августа 1995 года в здании на улице Туратти в Милане ван Бастен объявил о завершении игровой карьеры, из-за тяжёлой травмы колена, полученной ещё в 1986 году, во время выступлений за «Аякс»:
Я решил завершить карьеру потому, что уже в течение нескольких месяцев состояние моего колена не улучшалось. Две недели назад я говорил с профессором Мартенсом. Мы решили, что бороться больше нет смысла. В Италии прошли восемь незабываемых лет, но сегодня настало время сказать слова благодарности клубу, его президенту Берлускони, партнёрам и болельщикам. Надеюсь, что и без меня "Милан" будет продолжать выигрывать. Мне предлагали продлить контракт, но получать такие большие деньги, точно зная, что больше на поле я выйти не смогу, было бы непорядочно.

### Карьера в сборной
Летом 1983 года Марко в составе молодёжной сборной Нидерландов отправился на чемпионат мира, который проходил в Мексике. Дебют ван Бастена на турнире состоялся 4 июня 1983 года в матче против молодёжной сборной Бразилии, который завершился вничью 1:1. Во втором матче на турнире, который состоялся 6 июня, нидерландцы встретились с молодёжной сборной СССР. В том матче именно забитый мяч Марко на 49-й минуте матча принёс его сборной победу со счётом 3:2. Сыграв в третьем матче вничью со сборной Нигерии со счётом 0:0, нидерландцы вышли в четвертьфинал турнира, где 12 июня им предстояло встретиться с Аргентиной. Счёт в матче довольно быстро открыли нидерландцы, уже на 4-й минуте ван Бастен поразил ворота аргентинского голкипера Луиса Исласа, и во втором тайме аргентинцы усилием Хорхе Борелли отыграли один мяч, а на 90-й минуте нападающий Хулио Сесар Гаона принёс своей команде победу со счётом 2:1 и путёвку в полуфинал турнира.
Спустя три месяца Марко был приглашён в национальную сборную Нидерландов. Дебют Марко за сборную состоялся 7 сентября 1983 года в матче квалификационного турнира к чемпионату Европы против сборной Исландии, завершившийся победой нидерландцев со счётом 3:0, в составе победителей отличились два игрока «Фейеноорда», Рууд Гуллит и Петер Хаутман, а также одноклубник ван Бастена, Рональд Куман. 21 сентября 1983 года в товарищеском матче против сборной Бельгии Марко вышел на замену на 46-й минуте, спустя 18 минут ван Бастен забил свой дебютный мяч за сборную, который в итоге помог его команде сыграть вничью 1:1.

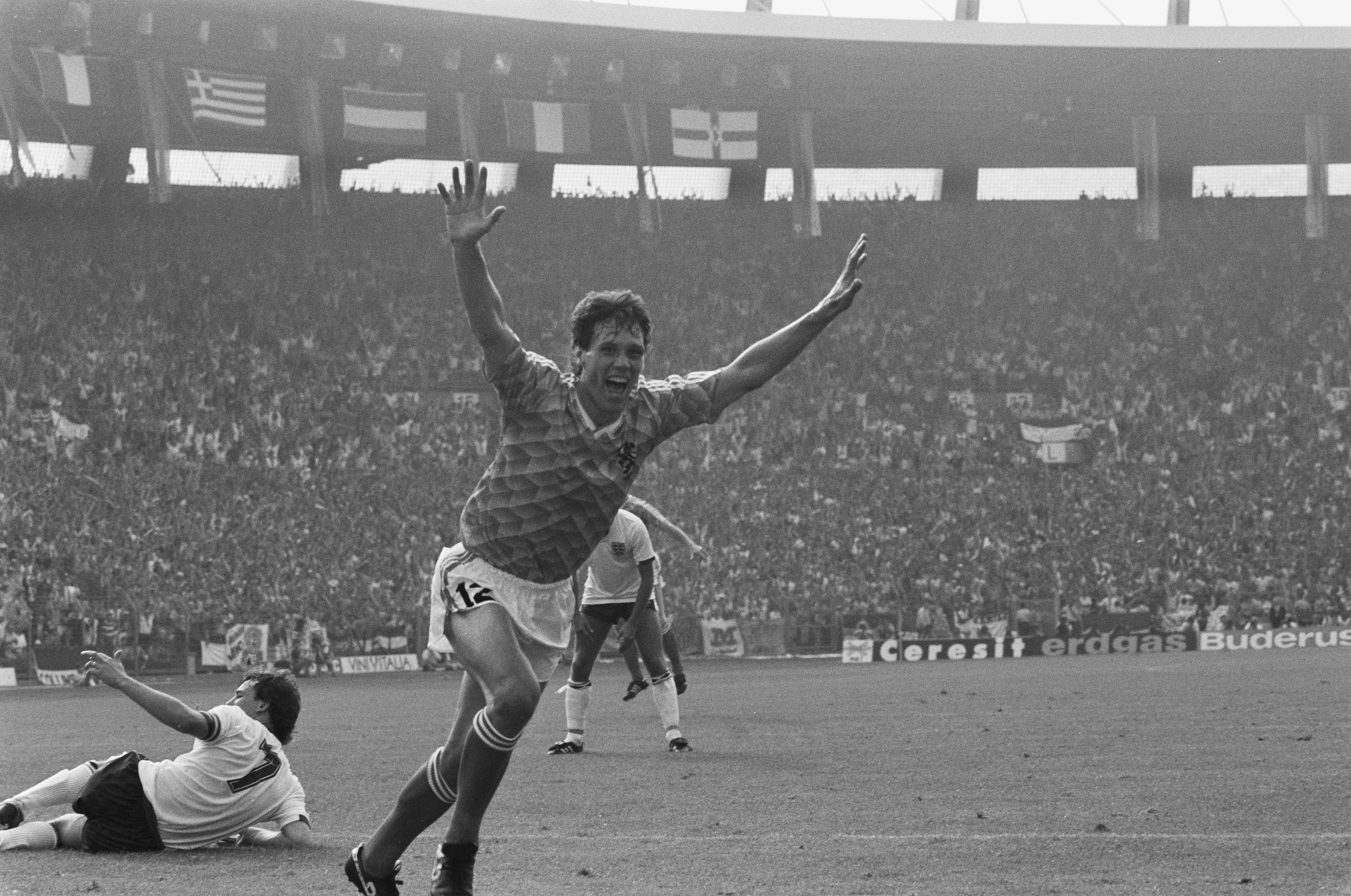
Марко празднует хет-трик в ворота сборной Англии на Евро-88 (15 июня 1988 года)

На чемпионате Европы 1988 года, проходившем в ФРГ, 23-летний ван Бастен с пятью голами стал лучшим бомбардиром. В частности, 15 июня в Дюссельдорфе ван Бастен сделал хет-трик в ворота сборной Англии (3:1), это был первый хет-трик в ворота англичан с 1959 года и последний в XX веке. Сборная Нидерландов впервые стала чемпионом Европы благодаря мячам Гуллита и ван Бастена, забитым в финале против сборной СССР. Гол ван Бастена ударом слёта с острого угла в ворота Рината Дасаева неоднократно попадал в различные рейтинги самых красивых голов и считается одним из самых эффектных в истории чемпионатов Европы.
В отборочном турнире чемпионата мира 1990 года ван Бастен забил только один мяч — 26 апреля 1989 года в ворота сборной ФРГ. В финальной стадии чемпионата мира в Италии ван Бастен не смог забить ни одного мяча, сборная Нидерландов, забившая 3 мяча в 4 матчах на турнире, проиграла в 1/8 финала будущим чемпионам из сборной ФРГ.
19 декабря 1990 года ван Бастен забил пять мячей в ворота сборной Мальты в отборочном матче Евро-1992 (8:0). Это был третий в истории и первый с 1933 года случай, когда футболист сборной Нидерландов забил 5 мячей в одной игре. Последний до ван Бастена покер был сделан в 1946 году.
30 мая 1992 года 27-летний ван Бастен забил свой 24-й и последний мяч за сборную в товарищеском матче против Уэльса в Утрехте (4:0). На Евро-1992 Нидерланды заняли первое место в своей группе и в полуфинале встретились со сборной Дании. Основное и дополнительное время завершились со счётом 2:2 (у Нидерландов забили Деннис Бергкамп и Франк Райкард), а в серии пенальти ван Бастен стал единственным из 10 футболистов, кто не сумел реализовать свой удар. Дания выиграла серию со счётом 5-4, а затем победила в финале команду Германии. Ван Бастен на турнире не забил ни одного мяча.
14 октября 1992 года, за две недели до своего 28-летия, ван Бастен последний раз сыграл за сборную Нидерландов в отборочном матче чемпионата мира 1994 года против сборной Польши в Роттердаме на стадионе «Де Кёйп» (2:2).

## Стиль игры
Я никогда не видел более элегантного футболиста, чем ван Бастен. Голевая машина, которая сломалась как раз в тот момент, когда должна была стать величайшей в мире…
— Диего Армандо Марадона
Ван Бастен считается одним из величайших нападающих в мире, Марко был известен своей склонностью забивать акробатические голы.

## Тренерская карьера
После завершения игровой карьеры в 1995 году ван Бастен заявил, что не собирается становиться тренером, но через некоторое время Марко изменил своё решение и поступил на тренерские курсы в Футбольную федерацию Нидерландов.
Первым местом работы в качестве тренера для Марко стал «Йонг Аякс» (резервная команда «Аякса»), где он был ассистентом Джона ван 'т Схипа.

### Сборная Нидерландов

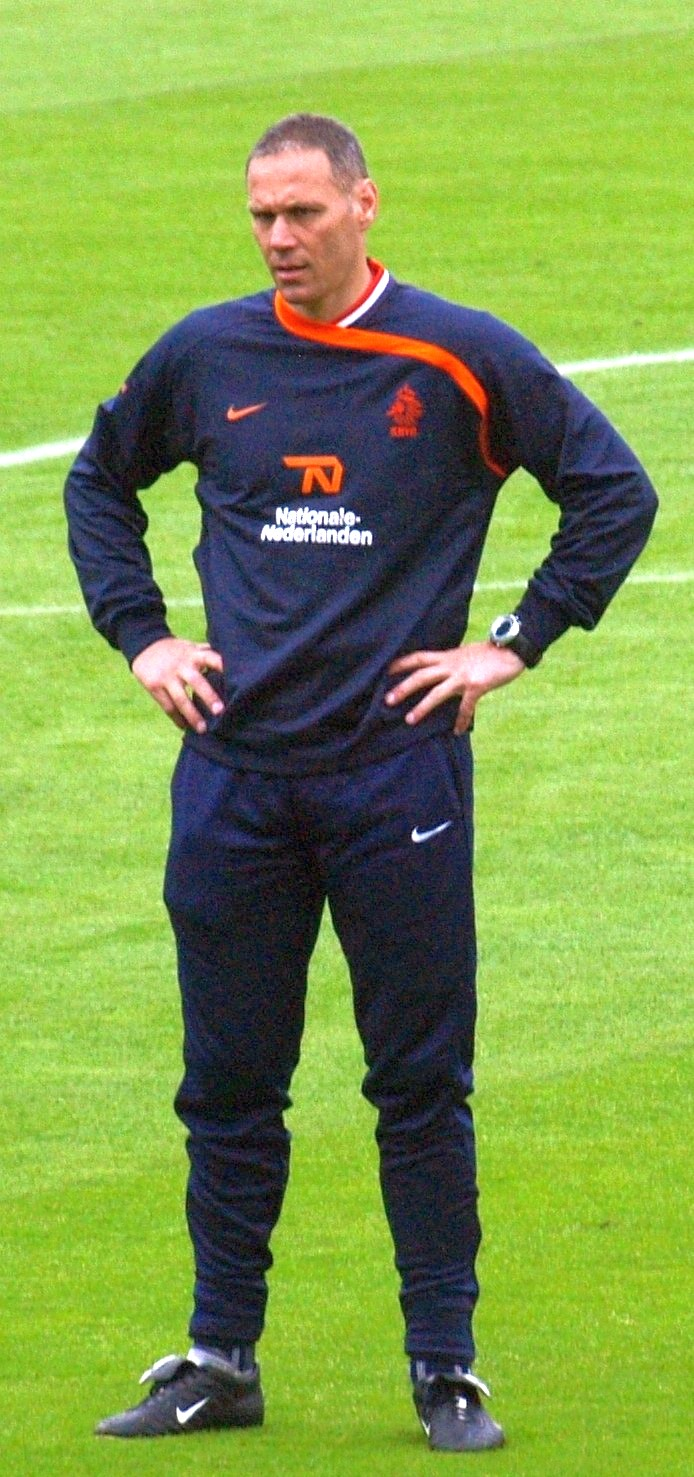
Ван Бастен в июне 2008 года

29 июля 2004 года ван Бастен был назначен на пост главного тренера национальной сборной Нидерландов, а его помощником стал ван 'т Схип.
После прихода ван Бастена многие известные игроки больше не получали вызовов в сборную, среди них были Кларенс Зеедорф, Патрик Клюйверт, Эдгар Давидс, Рой Макай и Марк ван Боммел. По мнению ван Бастена эти футболисты не подходили для сборной из-за своего возраста. Были также призывы ван Бастену, чтобы он вернул в сборную Денниса Бергкампа, который завершил карьеру в сборной шесть лет назад, но Марко в средствах массовой информации заявил, что не собирается возвращать Денниса в сборную, несмотря даже на желание самого Бергкампа.
Впервые за несколько десятилетий основа сборной формировалась не только из «Большой тройки», в которую входил «Аякс», ПСВ и «Фейеноорд», но и из других клубов Нидерландов, среди которых был АЗ, делегировавший в ряды сборной Денни Ландзата, Барри Опдама, Барри ван Галена, Рона Влара, Яна Кромкампа и Йориса Матейсена. Также в сборную были приглашены и другие игроки, такие как Халид Буларуз, Хедвигес Мадуро, Райан Бабел и Ромео Кастелен. Эксперименты ван Бастена с составом вызывали волну критики все 4 года его пребывания на посту главного тренера сборной. Также он во многом отказался от привычной схемы игры сборной Нидерландов, сделав её во многом более прагматичной и оборонительной.
Нидерланды пробились на чемпионат мира 2006 года и провели там 4 матча (Нидерланды — Сербия и Черногория 1:0, Нидерланды — Кот-д’Ивуар 2:1, Нидерланды — Аргентина 0:0, Нидерланды — Португалия 0:1). Сборная не показала ничего особенно выдающегося, а матч со сборной Португалии остался в памяти благодаря шестнадцати жёлтым карточкам и четырём рекордным удалениям игроков по решению российского арбитра Валентина Иванова.
По словам самого ван Бастена, пик состава этой сборной должен был прийтись на Евро-2008. Во время отборочных игр к турниру сборная, однако, показывала не совсем блестящую игру, завершив игры в группе на втором месте. После жеребьёвки, в ходе которой Нидерланды попали в одну группу со сборными Франции, Италии и Румынии, многие поспешили списать её со счетов. Однако действующие чемпионы мира были разгромлены 3:0, вице-чемпионы мира — 4:1, а сборная Румынии обыграна 2:0. Перед четвертьфиналом с Россией у защитника Халида Буларуза скончалась новорождённая дочь, что оказало негативное влияние на команду. 21 июня 2008 года сборная Нидерландов, будучи фаворитом матча, проиграла в дополнительное время со счётом 1:3. После матча ван Бастен зашёл в раздевалку сборной России, показав себя, по словам Константина Зырянова, «человеком с большой буквы».

### Возвращение в «Аякс»
Ван Бастен стал тренером «Аякса» после Евро-2008, но ушёл в отставку 6 мая 2009 года после того, как его команда не смогла претендовать на Лигу чемпионов. Ван Бастен хорошо начал сезон, потратив миллионы на таких игроков, как Миралем Сулеймани, Исмаил Айссати, Дарио Цвитанич, Эвандер Сно, Эйонг Эно и Олегуэр. Однако во второй половине сезона нападающий Клаас-Ян Хюнтелар отправился в «Реал Мадрид», а ван Бастен начал менять составы. Когда «Аякс» потерял 11 очков в четырёх матчах, титул чемпиона стал недостижимым. Однако «Аякс» всё же мог финишировать на второй позиции, что обеспечило бы место в третьем квалификационном раунде Лиги чемпионов. Но после двух крупных поражений против ПСВ (2:6) и роттердамской «Спарты» (0:4) «аяксиды» смогли финишировать лишь третьими в турнирной таблице. Ван Бастен решил уйти в отставку с поста главного тренера в конце сезона 2008/09. Впоследствии ван Бастен стал экспертом телеканала Sport 1, но всё ещё планировал возобновить тренерскую карьеру.

### «Херенвен»
13 февраля 2012 года ван Бастен подписал контракт с «Херенвеном» сроком на 2 года. Приступил к работе с начала сезона 2012/13. Ван Бастен привёл «Херенвен» к восьмому месту в чемпионате 2012/13, а в следующем сезоне — к пятому.

### АЗ
Отработав свой контракт с «Херенвеном» до конца, ван Бастен возглавил АЗ, контракт с которым согласовал ещё в апреле 2014 года. Соглашение было рассчитано до лета 2016 года. В конце августа у 49-летнего специалиста были обнаружены проблемы с сердцем, из-за чего он не смог продолжить руководить командой. Ему был предоставлен отпуск до 14 сентября (вместо ван Бастена командой руководили его ассистенты Алекс Пастур и Деннис Хаар). 16 сентября 2014 года стороны согласились, что ван Бастен откажется от своей должности главного тренера, чтобы подписать новый контракт в качестве помощника до 2016 года; это решение было мотивировано самим ван Бастеном, который заявил, что стресс, который он постоянно испытывает в качестве главного тренера, вызывает у него физические и психические проблемы.

### Ассистент в сборной Нидерландов

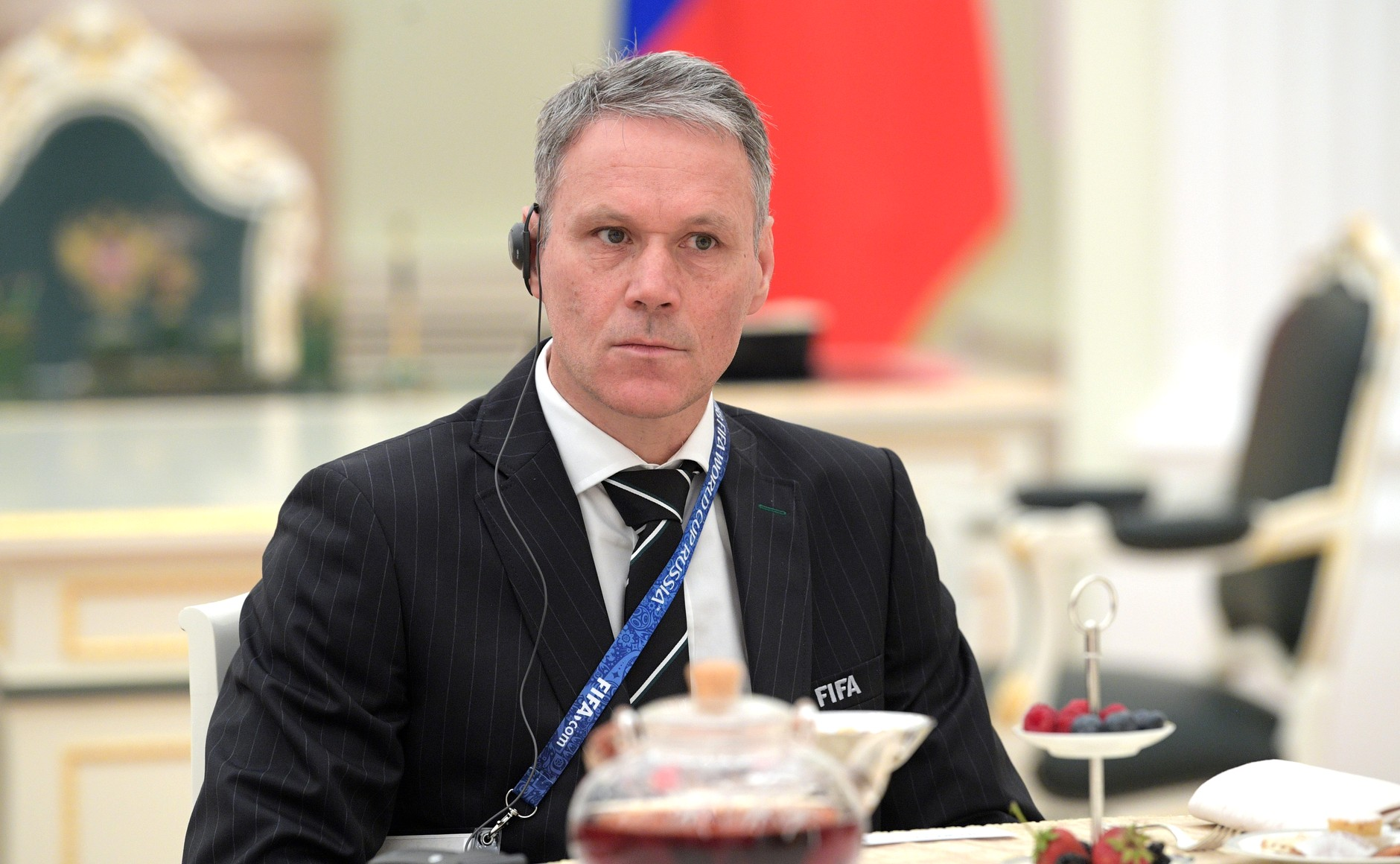
Марко ван Бастен в 2018 году

Через год в АЗ ван Бастен решил занять вакантную должность помощника тренера под руководством нового главного тренера сборной Нидерландов Данни Блинда. Ван Бастен работал вместе с Рудом ван Нистелроем. В августе 2016 года ван Бастен объявил, что покинет сборную и займёт должность технического директора ФИФА.

### ФИФА
В начале 2017 года ван Бастен выступил с инициативой о ряде изменений в футбольных правилах (отмена офсайдов, жёлтых карточек и т. п.), но они не встретили одобрения со стороны футбольной общественности.
В марте 2018 года ван Бастен отправился в Иран вместе с президентом ФИФА Джанни Инфантино, чтобы отметить 100-летие Федерации футбола Ирана. После встречи с президентом Ирана Хасаном Рухани в Тегеранском Олимпийском отеле их приветствовал президент национальной Федерации футбола Мехди Тадж. В ходе беседы ван Бастен призвал снять запрет на посещение женщинами спортивных объектов.

## Достижения

### Командные
«Аякс»

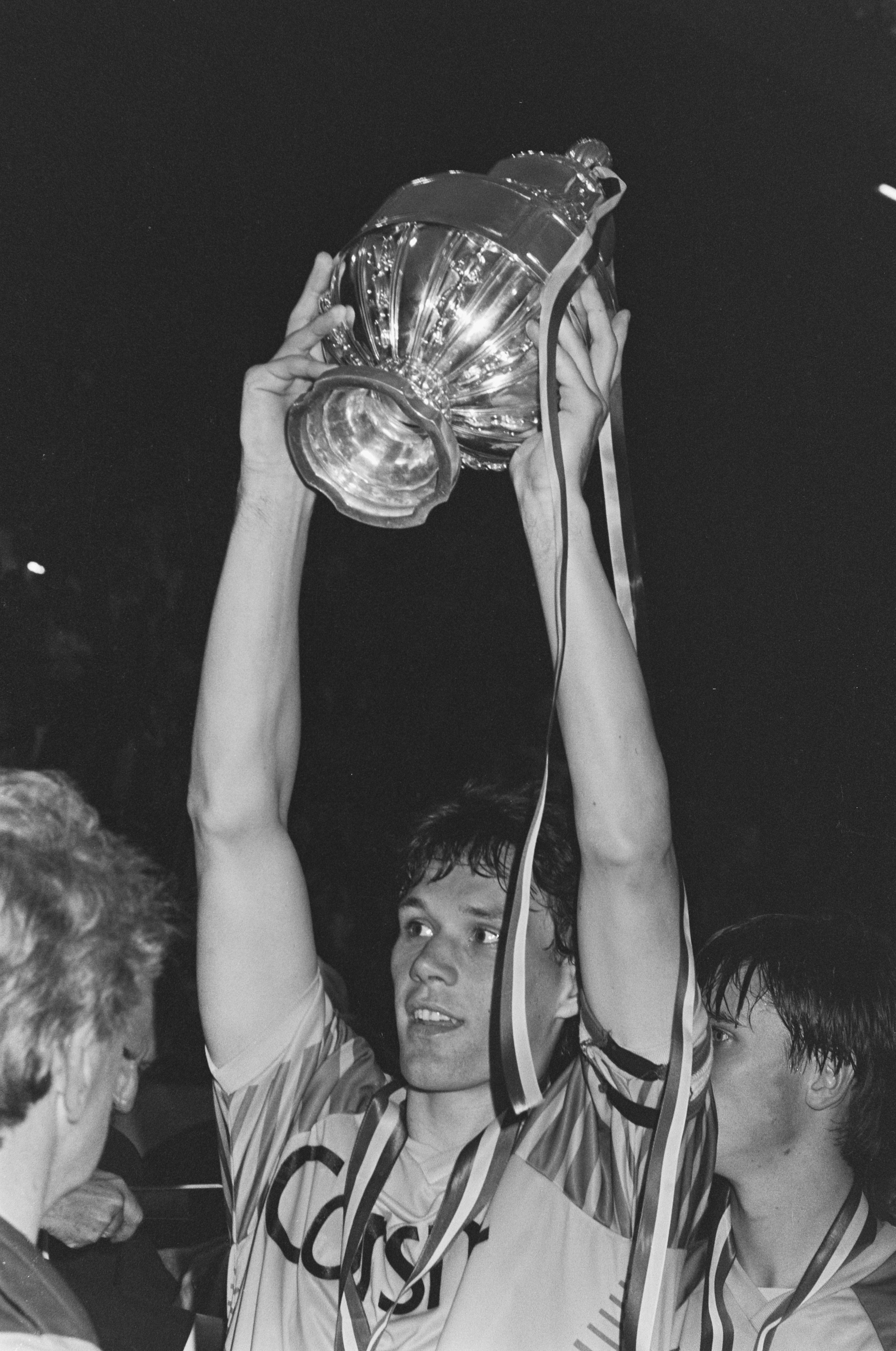
Ван Бастен с Кубком Нидерландов в 1987 году

- Чемпион Нидерландов (3): 1981/82, 1982/83, 1984/85
- Обладатель Кубка Нидерландов (3): 1983, 1986, 1987
- Обладатель Кубка обладателей кубков УЕФА: 1987

«Милан»
- Чемпион Италии (4): 1987/88, 1991/92, 1992/93, 1993/94
- Обладатель Кубка европейских чемпионов (2): 1989, 1990
- Обладатель Суперкубка Италии (4): 1988, 1992, 1993, 1994
- Обладатель Суперкубка Европы (2): 1989, 1990
- Обладатель Межконтинентального кубка (2): 1989, 1990

Сборная Нидерландов
- Чемпион Европы: 1988

### Личные
- Лучший бомбардир чемпионата Нидерландов (4): 1984, 1985, 1986, 1987
- Лучший бомбардир чемпионата Италии (2): 1990, 1992
- Лучший бомбардир чемпионата Европы: 1988 (5 голов)
- Лучший игрок чемпионата Европы: 1988
- Футболист года в Нидерландах: 1985
- Обладатель «Золотой бутсы»: 1986
- Обладатель трофея «Браво»: 1987
- Обладатель «Золотого мяча» (France Football) (3): 1988, 1989, 1992
- Игрок года по версии журнала World Soccer (2): 1988, 1992
- Лучший футболист Европы (Onze d’Or) (2): 1988, 1989
- Игрок года ФИФА: 1992
- Лучший бомбардир Кубка европейских чемпионов: 1989
- Игрок года по версии IFFHS (2): 1988, 1989[15]
- Входит в состав символической сборной по итогам чемпионата Европы по версии УЕФА (2): 1988, 1992
- Введён в Зал славы итальянского футбола: 2012
- Входит в список ФИФА 100
- Включён в список величайших футболистов XX века по версии World Soccer

## Статистика выступлений

### Клубная карьера
| Клуб             | Сезон            | Лига | Лига | Кубки | Кубки | Еврокубки | Еврокубки | Прочие | Прочие | Итого | Итого |
| Клуб             | Сезон            | Игры | Голы | Игры  | Голы  | Игры      | Голы      | Игры   | Голы   | Игры  | Голы  |
| ---------------- | ---------------- | ---- | ---- | ----- | ----- | --------- | --------- | ------ | ------ | ----- | ----- |
| Аякс             | 1981/82          | 1    | 1    | 1     | 0     | 0         | 0         | 0      | 0      | 2     | 1     |
| Аякс             | 1982/83          | 20   | 9    | 5     | 4     | 0         | 0         | 0      | 0      | 25    | 13    |
| Аякс             | 1983/84          | 26   | 28   | 4     | 1     | 2         | 0         | 0      | 0      | 32    | 29    |
| Аякс             | 1984/85          | 33   | 22   | 4     | 2     | 4         | 5         | 0      | 0      | 41    | 29    |
| Аякс             | 1985/86          | 26   | 37   | 1     | 0     | 2         | 0         | 0      | 0      | 29    | 37    |
| Аякс             | 1986/87          | 27   | 31   | 7     | 6     | 9         | 6         | 0      | 0      | 43    | 43    |
| Аякс             | Итого            | 133  | 128  | 22    | 13    | 17        | 11        | 0      | 0      | 172   | 152   |
| Милан            | 1987/88          | 11   | 3    | 5     | 5     | 3         | 0         | 0      | 0      | 19    | 8     |
| Милан            | 1988/89          | 33   | 19   | 4     | 3     | 9         | 9         | 1      | 1      | 47    | 32    |
| Милан            | 1989/90          | 26   | 19   | 4     | 1     | 7         | 3         | 3      | 1      | 40    | 24    |
| Милан            | 1990/91          | 31   | 11   | 1     | 0     | 2         | 0         | 1      | 0      | 35    | 11    |
| Милан            | 1991/92          | 31   | 25   | 7     | 4     | 0         | 0         | 0      | 0      | 38    | 29    |
| Милан            | 1992/93          | 15   | 13   | 1     | 0     | 5         | 6         | 1      | 1      | 22    | 20    |
| Милан            | Итого            | 147  | 90   | 22    | 13    | 26        | 18        | 6      | 3      | 201   | 124   |
| Всего за карьеру | Всего за карьеру | 280  | 218  | 44    | 26    | 43        | 29        | 6      | 3      | 373   | 276   |

### Карьера в сборной
| Нидерланды | Нидерланды | Нидерланды |
| Год        | Матчи      | Голы       |
| ---------- | ---------- | ---------- |
| 1983       | 3          | 2          |
| 1984       | 3          | 0          |
| 1985       | 4          | 1          |
| 1986       | 4          | 2          |
| 1987       | 4          | 1          |
| 1988       | 9          | 5          |
| 1989       | 5          | 2          |
| 1990       | 11         | 8          |
| 1991       | 5          | 2          |
| 1992       | 10         | 1          |
| Итого      | 58         | 24         |

### Матчи ван Бастена за сборную Нидерландов
| Матчи ван Бастена за сборную Нидерландов | Матчи ван Бастена за сборную Нидерландов | Матчи ван Бастена за сборную Нидерландов | Матчи ван Бастена за сборную Нидерландов | Матчи ван Бастена за сборную Нидерландов | Матчи ван Бастена за сборную Нидерландов |
| ---------------------------------------- | ---------------------------------------- | ---------------------------------------- | ---------------------------------------- | ---------------------------------------- | ---------------------------------------- |
| №                                        | Дата                                     | Соперник                                 | Счёт                                     | Голы ван Бастена                         | Соревнование                             |
| 1                                        | 7 сентября 1983                          | Исландия                                 | 3:0                                      | —                                        | Чемпионат Европы 1984 (отбор)            |
| 2                                        | 21 сентября 1983                         | Бельгия                                  | 1:1                                      | 1                                        | Товарищеский матч                        |
| 3                                        | 12 октября 1983                          | Ирландия                                 | 3:2                                      | 1                                        | Чемпионат Европы 1984 (отбор)            |
| 4                                        | 17 октября 1984                          | Венгрия                                  | 1:2                                      | —                                        | Чемпионат мира 1986 (отбор)              |
| 5                                        | 14 ноября 1984                           | Австрия                                  | 0:1                                      | —                                        | Чемпионат мира 1986 (отбор)              |
| 6                                        | 23 декабря 1984                          | Кипр                                     | 1:0                                      | —                                        | Чемпионат мира 1986 (отбор)              |
| 7                                        | 27 февраля 1985                          | Кипр                                     | 7:1                                      | 1                                        | Чемпионат мира 1986 (отбор)              |
| 8                                        | 14 мая 1985                              | Венгрия                                  | 1:0                                      | —                                        | Чемпионат мира 1986 (отбор)              |
| 9                                        | 4 сентября 1985                          | Болгария                                 | 1:0                                      | —                                        | Товарищеский матч                        |
| 10                                       | 16 октября 1985                          | Бельгия                                  | 0:1                                      | —                                        | Чемпионат мира 1986 (отбор)              |
| 11                                       | 12 марта 1986                            | ГДР                                      | 1:0                                      | 1                                        | Товарищеский матч                        |
| 12                                       | 10 сентября 1986                         | Чехословакия                             | 0:1                                      | —                                        | Товарищеский матч                        |
| 13                                       | 15 октября 1986                          | Венгрия                                  | 1:0                                      | 1                                        | Чемпионат Европы 1988 (отбор)            |
| 14                                       | 19 ноября 1986                           | Польша                                   | 0:0                                      | —                                        | Чемпионат Европы 1988 (отбор)            |
| 15                                       | 25 марта 1987                            | Греция                                   | 1:1                                      | 1                                        | Чемпионат Европы 1988 (отбор)            |
| 16                                       | 29 апреля 1987                           | Венгрия                                  | 2:0                                      | —                                        | Чемпионат Европы 1988 (отбор)            |
| 17                                       | 9 сентября 1987                          | Бельгия                                  | 0:0                                      | —                                        | Товарищеский матч                        |
| 18                                       | 14 октября 1987                          | Польша                                   | 2:0                                      | —                                        | Чемпионат Европы 1988 (отбор)            |
| 19                                       | 1 июня 1988                              | Румыния                                  | 2:0                                      | —                                        | Товарищеский матч                        |
| 20                                       | 12 июня 1988                             | СССР                                     | 0:1                                      | —                                        | Чемпионат Европы 1988                    |
| 21                                       | 15 июня 1988                             | Англия                                   | 3:1                                      | 3                                        | Чемпионат Европы 1988                    |
| 22                                       | 18 июня 1988                             | Ирландия                                 | 1:0                                      | —                                        | Чемпионат Европы 1988                    |
| 23                                       | 21 июня 1988                             | ФРГ                                      | 2:1                                      | 1                                        | Чемпионат Европы 1988                    |
| 24                                       | 25 июня 1988                             | СССР                                     | 2:0                                      | 1                                        | Чемпионат Европы 1988                    |
| 25                                       | 14 сентября 1988                         | Уэльс                                    | 1:0                                      | —                                        | Чемпионат мира 1990 (отбор)              |
| 26                                       | 19 октября 1988                          | ФРГ                                      | 0:0                                      | —                                        | Чемпионат мира 1990 (отбор)              |
| 27                                       | 16 ноября 1988                           | Италия                                   | 0:1                                      | —                                        | Товарищеский матч                        |
| 28                                       | 22 марта 1989                            | СССР                                     | 2:0                                      | 1                                        | Товарищеский матч                        |
| 29                                       | 26 апреля 1989                           | ФРГ                                      | 1:1                                      | 1                                        | Чемпионат мира 1990 (отбор)              |
| 30                                       | 31 мая 1989                              | Финляндия                                | 1:0                                      | —                                        | Чемпионат мира 1990 (отбор)              |
| 31                                       | 11 октября 1989                          | Уэльс                                    | 2:1                                      | —                                        | Чемпионат мира 1990 (отбор)              |
| 32                                       | 15 ноября 1989                           | Финляндия                                | 3:0                                      | —                                        | Чемпионат мира 1990 (отбор)              |
| 33                                       | 21 февраля 1990                          | Италия                                   | 0:0                                      | —                                        | Товарищеский матч                        |
| 34                                       | 30 мая 1990                              | Австрия                                  | 2:3                                      | 1                                        | Товарищеский матч                        |
| 35                                       | 3 июня 1990                              | Югославия                                | 2:0                                      | 1                                        | Товарищеский матч                        |
| 36                                       | 12 июня 1990                             | Египет                                   | 1:1                                      | —                                        | Чемпионат мира 1990                      |
| 37                                       | 16 июня 1990                             | Англия                                   | 0:0                                      | —                                        | Чемпионат мира 1990                      |
| 38                                       | 21 июня 1990                             | Ирландия                                 | 1:1                                      | —                                        | Чемпионат мира 1990                      |
| 39                                       | 24 июня 1990                             | ФРГ                                      | 1:2                                      | —                                        | Чемпионат мира 1990                      |
| 40                                       | 26 сентября 1990                         | Италия                                   | 0:1                                      | —                                        | Товарищеский матч                        |
| 41                                       | 17 октября 1990                          | Португалия                               | 0:1                                      | —                                        | Чемпионат Европы 1992 (отбор)            |
| 42                                       | 21 ноября 1990                           | Греция                                   | 2:0                                      | 1                                        | Чемпионат Европы 1992 (отбор)            |
| 43                                       | 19 декабря 1990                          | Мальта                                   | 8:0                                      | 5                                        | Чемпионат Европы 1992 (отбор)            |
| 44                                       | 13 марта 1991                            | Мальта                                   | 1:0                                      | 1                                        | Чемпионат Европы 1992 (отбор)            |
| 45                                       | 17 апреля 1991                           | Финляндия                                | 2:0                                      | 1                                        | Чемпионат Европы 1992 (отбор)            |
| 46                                       | 5 июня 1991                              | Финляндия                                | 1:1                                      | —                                        | Чемпионат Европы 1992 (отбор)            |
| 47                                       | 16 октября 1991                          | Португалия                               | 1:0                                      | —                                        | Чемпионат Европы 1992 (отбор)            |
| 48                                       | 4 декабря 1991                           | Греция                                   | 2:0                                      | —                                        | Чемпионат Европы 1992 (отбор)            |
| 49                                       | 27 мая 1992                              | Австрия                                  | 3:2                                      | —                                        | Товарищеский матч                        |
| 50                                       | 30 мая 1992                              | Уэльс                                    | 4:0                                      | 1                                        | Товарищеский матч                        |
| 51                                       | 5 июня 1992                              | Франция                                  | 1:1                                      | —                                        | Товарищеский матч                        |
| 52                                       | 12 июня 1992                             | Шотландия                                | 1:0                                      | —                                        | Чемпионат Европы 1992                    |
| 53                                       | 15 июня 1992                             | СНГ                                      | 0:0                                      | —                                        | Чемпионат Европы 1992                    |
| 54                                       | 18 июня 1992                             | Германия                                 | 3:1                                      | —                                        | Чемпионат Европы 1992                    |
| 55                                       | 22 июня 1992                             | Дания                                    | 2:2 (4:5 пен.)                           | —                                        | Чемпионат Европы 1992                    |
| 56                                       | 9 сентября 1992                          | Италия                                   | 2:3                                      | —                                        | Товарищеский матч                        |
| 57                                       | 23 сентября 1992                         | Норвегия                                 | 1:2                                      | —                                        | Чемпионат мира 1994 (отбор)              |
| 58                                       | 14 октября 1992                          | Польша                                   | 2:2                                      | —                                        | Чемпионат мира 1994 (отбор)              |

Итого: 58 матчей / 24 гола; 31 победа, 14 ничьих, 13 поражений.

## Тренерская статистика
| Команда    | С            | По               | Статистика | Статистика | Статистика | Статистика | Статистика |
| Команда    | С            | По               | М          | П          | Н          | П          | П%         |
| ---------- | ------------ | ---------------- | ---------- | ---------- | ---------- | ---------- | ---------- |
| Нидерланды | 29 июля 2004 | 30 июня 2008     | 52         | 35         | 11         | 6          | 67.31      |
| Аякс       | 1 июля 2008  | 6 мая 2009       | 45         | 26         | 8          | 11         | 57.78      |
| Хернвен    | 1 июля 2012  | 30 июня 2014     | 72         | 27         | 18         | 27         | 37.50      |
| АЗ         | 1 июля 2014  | 16 сентября 2014 | 5          | 2          | 0          | 3          | 40.00      |
| Итого      | Итого        | Итого            | 174        | 90         | 37         | 47         | 51.72      |

## Личная жизнь
С будущей женой, Лисбет ван Каппелевен, Марко ван Бастен встречался с 1992 года. 21 июня 1993 года в старинном замке Хайзерлен недалеко от Утрехта состоялась свадьба. У Марко и Лисбет две дочери — Джессика и Анжела. Своим хобби Марко считает игру в гольф. Иногда участвует в турнирах по гольфу, которые проводятся по инициативе «Милана».
Ван Бастен входит в серию видеоигр FIFA от EA Sports и был включён в Ultimate Team Legends. Во время своей игровой карьеры ван Бастен был лицом итальянской спортивной компании Diadora. В конце 1980-х годов Diadora запустила персонализированную линейку футбольных бутс «Сан-Сиро ван Бастен».

### Скандал в прямом эфире и исключение из FIFA 20
23 ноября 2019 года в прямом эфире ван Бастен произнёс нацистское приветствие, за что был оштрафован и исключён из списка «Кумиров» в FIFA 20 ULTIMATE TEAM.